# العلاقات بين أمريكا اللاتينية والولايات المتحدة

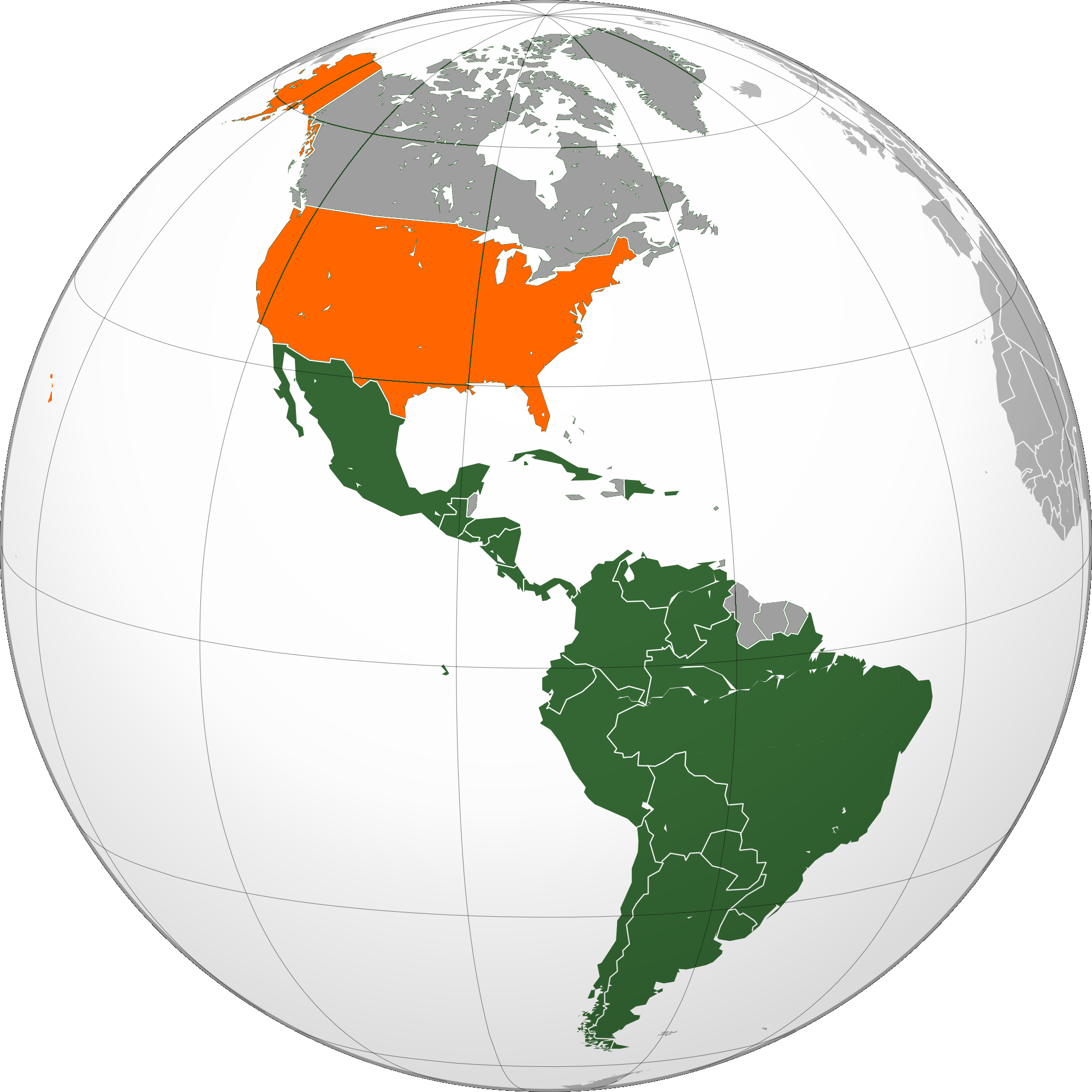
خريطة الولايات المتحدة (بالأرجواني) وأمريكا اللاتينية (بالأخضر)

العلاقات بين أمريكا اللاتينية والولايات المتحدة هي علاقات بين الولايات المتحدة الأمريكية وبلدان أمريكا اللاتينية. كانت العلاقات الثنائية بين الولايات المتحدة ومختلف بلدان أمريكا اللاتينية من الناحية التاريخية متعددة الأوجه ومعقدة، وأحيانا تم تعريف هذه العلاقات على أنها تعاون إقليمي قوي وفي أحيانٍ أخرى تكون مليئةً بالتوتر والتنافس الاقتصادي والسياسي. على الرغم من أن العلاقات بين حكومة الولايات المتحدة ومعظم أمريكا اللاتينية كانت محدودة قبل أواخر القرن التاسع عشر إلا أنه بالنسبة لمعظم القرن الماضي، اعتبرت الولايات المتحدة بشكل غير رسمي أجزاء من أمريكا اللاتينية ضمن نطاق نفوذها، وتنافست بنشاط مع الاتحاد السوفييتي معظم الحرب الباردة (1947-1991) على النفوذ في نصف الكرة الغربي.
العلاقات بين الولايات المتحدة ومعظم أمريكا اللاتينية اليوم (باستثناء دول معينة مثل كوبا وفنزويلا) هي علاقات ودية بشكل عام، ولكن لا تزال هناك مناطق توتر بين الجانبين. أمريكا اللاتينية هي أكبر مورد أجنبي للنفط إلى الولايات المتحدة وشريكتها التجارية الأسرع نموًا بالإضافة إلى ذلك هي أكبر مصدر للأدوية والمهاجرين الأمريكيين (الموثقين وغير الموثقين)، وكل ما ذكر يؤكد العلاقة المتطورة باستمرار بين البلد والمنطقة.

## نظرة عامة
حتى نهاية القرن التاسع عشر كانت الولايات المتحدة في المقام الأول تمتلك علاقة خاصة مع المكسيك وكوبا القريبتين. (باستثناء المكسيك ومستعمرة كوبا الإسبانية) التي كانت مرتبطة بشكل كبير ببريطانيا. لم تشارك الولايات المتحدة في عملية الانفصال التي انفصل فيها المستعمرات الإسبانية وأصبحت مستقلة حوالي عام 1820. وأصدرت الولايات المتحدة مبدأ مونرو في عام 1823 بتعاون ودعم من بريطانيا محذرةً من إنشاء أي مستعمرات أوروبية إضافية في أميركا اللاتينية.
خاضت تكساس التي استوطنتها مستعمرات الأمريكيين، حربًا ناجحة من أجل الاستقلال عن المكسيك عام 1836. رفضت المكسيك الاعتراف بالاستقلال وحذرت وأعلنت بأن ضم الولايات المتحدة يعني الحرب. ولقد تمت عملية الضم عام 1845 وبدأت الحرب المكسيكية الأمريكية عام 1846. لقد انتصر الجيش الأمريكي بسهولة وكانت النتيجة هي التنازل المكسيكي عن سانتا في دي نويفو المكسيك وكاليفورنيا العليا. بقي حوالي 60،000 مكسيكي في تلك المناطق وأصبحوا مواطنين أمريكيين. استفادت فرنسا من الحرب الأهلية الأمريكية (1861-1865) واستخدمت جيشها للسيطرة على المكسيك. ونتيجة للهزائم والخسائر الهزائم في أوروبا سحبت فرنسا القوات تاركة الإمبرياليين وماكسيميليان إمبراطور المكسيك ليواجه الهزيمة من الجمهوريين بقيادة بينيتو خواريز (بدعم من الولايات المتحدة).
في عام 1895 ولأول مرة أظهر النزاع الحدودي الأنجلو فنزويلي على غويانا أسيكيبا سياسة خارجية أمريكية أكثر تطلعًا إلى الخارج (خاصة في الأميركتين) مما جعل الولايات المتحدة قوة عالمية. كان هذا أول مثال على التدخل الحديث في ظل مبدأ مونرو، حيث مارست الولايات المتحدة صلاحياتها المزعومة في الأمريكيتين. كان النمو الاقتصادي السريع للولايات المتحدة بحلول أواخر القرن التاسع عشر يزعج أمريكا اللاتينية بشكل متزايد. تم إنشاء اتحاد عموم أمريكا تحت حماية أمريكية ولكن كان له تأثير ضئيل كما كان تأثير خليفته منظمة الدول الأمريكية.
مع تصاعد الاضطرابات في كوبا في تسعينيات القرن التاسع عشر، طالبت الولايات المتحدة بإصلاحات لم تتمكن إسبانيا من تحقيقها. وكانت النتيجة هي الحرب الإسبانية الأمريكية القصيرة في عام 1898 والتي استحوذت فيها الولايات المتحدة على بورتوريكو وأقامت محمية فوق كوبا بموجب قانون تعديل بلات الذي تم تطبيقه كجزء من قانون مخصصات الجيش في عام 1901. جذب بناء قناة بنما الانتباه الأمريكي في عام 1903. دعمت الولايات المتحدة قيام ثورة جعلت بنما مستقلة عن كولومبيا وجعلت منطقة قناة بنما منطقة مملوكة ومدارة من أمريكا والتي تم إعادتها في نهاية المطاف إلى بنما في عام 1979. افتتحت القناة في 1914 وأُثبت أنها عامل رئيسي في التجارة العالمية. أولت الولايات المتحدة اهتمامًا خاصًا لحماية قناة بنما من الهجوم العسكري عليها بما في ذلك التهديدات من ألمانيا وقد سيطرت بشكل متكرر سيطرةً مؤقتة على الشؤون المالية للعديد من البلدان وخاصة هايتي ونيكاراغوا.
بدأت الثورة المكسيكية عام 1911مما أثار قلق أصحاب النفوذ في التجارية الأمريكية الذين كانوا يستثمرون في المناجم والسكك الحديدية المكسيكية. تدخلت الولايات المتحدة في الثورة المكسيكية من خلال الدعم الخارجي من أجل الانقلاب واغتيال الرئيس فرانسيسكو ماديرو والاحتلال العسكري لفيراكروز بالإضافة إلى انتهاكات أخرى للسيادة المكسيكية. هربت أعداد كبيرة من المكسيكيين من الثورة التي مزقتها الحرب إلى جنوب غرب الولايات المتحدة. وفي تلك الأثناء كانت الولايات المتحدة تبسط نفوذ بريطانيا بشكل تدريجي باعتبارها الشريك التجاري الرئيسي والممول في جميع أنحاء أمريكا اللاتينية. تبنت الولايات المتحدة «سياسة حسن الجوار» في الثلاثينيات، مما يعني أن العلاقات التجارية الودية كانت ستستمر بغض النظر عن الظروف السياسية أو الديكتاتوريات. استجابت هذه السياسة للضغط الدبلوماسي الذي استمر لمدة طويلة من قبل أمريكا اللاتينية من أجل إعلان إقليمي بعدم التدخل، واستجابت أيضا للمقاومة وتكاليف الاحتلال الأمريكي المتزايدة في أمريكا الوسطى ومنطقة البحر الكاريبي. كان من آثار الحربين العالميتين انخفاض الوجود الأوروبي في أمريكا اللاتينية وزيادة ترسخ موقف الولايات المتحدة. الإعلان عن مبدأ مونرو بأن نصف الكرة الأرضية مغلق أمام القوى الأوروبية، التي كانت فعالة بشكل صوري في عام 1823، أصبحت فعالة بشكل كامل بعد الحرب العالمية الأولى، على الأقل كانت فعالة على صعيد التحالفات العسكرية (مثل فريدمان ولونغ نوت). واتخذت الولايات المتحدة الدول الكبرى كحلفاء ضد ألمانيا واليابان في الحرب العالمية الثانية. ومع ذلك فإن بعض البلدان مثل الأرجنتين وشيلي والإكوادور وباراغواي وأوروغواي وفنزويلا أعلنت الحرب فقط على قوى المحور في عام 1945 (على الرغم من أن معظم علاقاتها السابقة معها كانت متزعزعة). انتهى عصر سياسة حسن الجوار بتكثيف الحرب الباردة في عام 1945 حيث شعرت الولايات المتحدة أن هناك حاجة أكبر لحماية نصف الكرة الغربي من تأثير الاتحاد السوفييتي والظهور المحتمل للشيوعية. تعارضت هذه التغييرات مع المبدأ الأساسي لسياسة حسن الجوار لعدم التدخل وأدت إلى موجة جديدة من تدخل الولايات المتحدة في شؤون أمريكا اللاتينية. وفي خمسينيات القرن العشرين غيرت الولايات المتحدة من عادتها السابقة التي كانت على شكل تدخل عسكري مباشر وتحولت إلى تدخلات السرية وتدخلات بالتفويض في حالات غواتيمالا (1954) وكوبا (1961) وغيانا (1961-1964) وشيلي (1970-1973)، ونيكاراغوا (1981-1990)، وكذلك الغزوات العسكرية الصريحة لجمهورية الدومينيكان (1965) وغرينادا (1983) وبنما (1989).

### علاقات ثنائية
- العلاقات الأرجنتينية الأمريكية
- العلاقات الأمريكية البوليفية
- العلاقات البرازيلية الأمريكية
- العلاقات الأمريكية التشيلية
- العلاقات الأمريكية الكولومبية
- العلاقات الأمريكية الكوستاريكية
- العلاقات الأمريكية الكوبية
- العلاقات الأمريكية الدومينيكانية
- العلاقات الإكوادورية الأمريكية
- العلاقات الأمريكية الغواتيمالية
- العلاقات الأمريكية الهايتية
- العلاقات الأمريكية الهندوراسية
- العلاقات المكسيكية الأمريكية
- العلاقات الأمريكية النيكاراغوية
- العلاقات الأمريكية البنمية
- العلاقات الأمريكية البيروفية
- العلاقات الأمريكية الفنزويلية